# Казаково (Калінінградська область)
Казаково (рос. Казаково) — селище Гусєвського району, Калінінградської області Росії. Входить до складу Маяковського сільського поселення.
Населення —  13 осіб (2015 рік). 

## Населення
| 2002 | 2010 |
| ---- | ---- |
| 15   | ↘13  |